# Olympische Winterspiele 1956/Eisschnelllauf

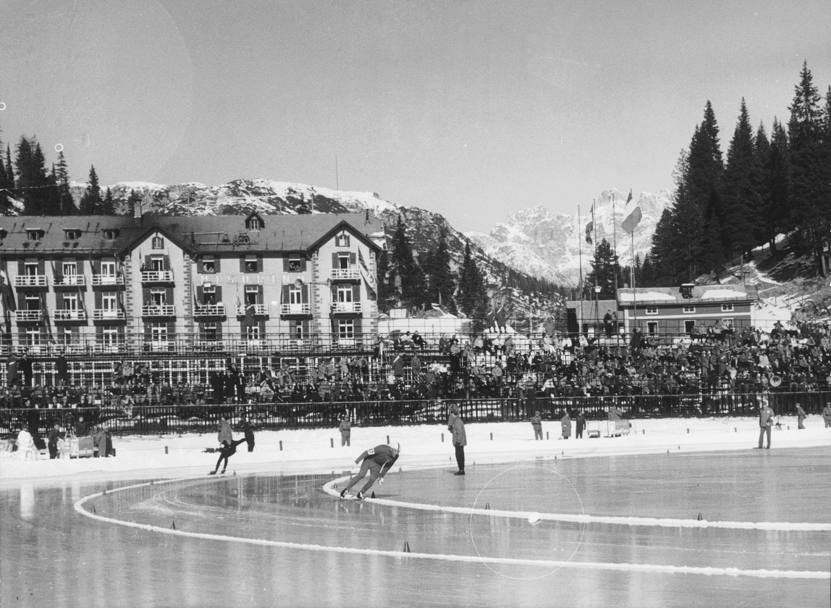

Bei den VII. Olympischen Winterspielen 1956 in Cortina d’Ampezzo fanden vier Wettbewerbe im Eisschnelllauf statt. Austragungsort war der Misurinasee.

## Bilanz

### Medaillenspiegel
| Platz | Land        | Gold | Silber | Bronze | Gesamt |
| ----- | ----------- | ---- | ------ | ------ | ------ |
| 1     | Sowjetunion | 4    | 1      | 2      | 7      |
| 2     | Schweden    | 1    | 1      | –      | 2      |
| 3     | Norwegen    | –    | 1      | 1      | 2      |
| 4     | Finnland    | –    | –      | 1      | 1      |

### Medaillengewinner
| Konkurrenz | Gold                            | Silber           | Bronze             |
| ---------- | ------------------------------- | ---------------- | ------------------ |
| 500 m      | Jewgeni Grischin                | Rafael Gratsch   | Alv Gjestvang      |
| 1500 m     | Jewgeni Grischin Juri Michailow | –                | Toivo Salonen      |
| 5000 m     | Boris Schilkow                  | Sigvard Ericsson | Oleg Gontscharenko |
| 10.000 m   | Sigvard Ericsson                | Knut Johannesen  | Oleg Gontscharenko |

## Ergebnisse

### 500 m
| Platz | Land | Sportler          | Zeit (s)  |
| ----- | ---- | ----------------- | --------- |
| 1     | URS  | Jewgeni Grischin  | 40,2 (OR) |
| 2     | URS  | Rafael Gratsch    | 40,8      |
| 3     | NOR  | Alv Gjestvang     | 41,0      |
| 4     | URS  | Juri Sergejew     | 41,1      |
| 5     | FIN  | Toivo Salonen     | 41,7      |
| 6     | USA  | Bill Carow        | 41,8      |
| 7     | AUS  | Colin Hickey      | 41,9      |
| 7     | SWE  | Bengt Malmsten    | 41,9      |
| 9     | FIN  | Matti Hamberg     | 42,2      |
| 9     | FIN  | Juhani Järvinen   | 42,2      |
|       |      |                   |           |
| 32    | AUT  | Franz Offenberger | 43,8      |
| 34    | EUA  | Helmut Kuhnert    | 44,0      |
| 37    | AUT  | Ernst Biel        | 44,2      |
| 40    | SUI  | Erich Kull        | 44,3      |
| 41    | AUT  | Kurt Eminger      | 44,4      |

Datum: 28. Januar 1956 

47 Teilnehmer aus 17 Ländern, davon 45 in der Wertung.

### 1500 m
| Platz | Land | Sportler          | Zeit (min)  |
| ----- | ---- | ----------------- | ----------- |
| 1     | URS  | Jewgeni Grischin  | 2:08,6 (OR) |
| 1     | URS  | Juri Michailow    | 2:08,6 (OR) |
| 3     | FIN  | Toivo Salonen     | 2:09,4      |
| 4     | FIN  | Juhani Järvinen   | 2:09,7      |
| 5     | URS  | Robert Merkulow   | 2:10,3      |
| 6     | SWE  | Sigvard Ericsson  | 2:11,0      |
| 7     | AUS  | Colin Hickey      | 2:11,8      |
| 8     | URS  | Boris Schilkow    | 2:11,9      |
| 9     | NOR  | Knut Johannesen   | 2:12,2      |
| 10    | NOR  | Roald Aas         | 2:12,9      |
|       |      |                   |             |
| 31    | AUT  | Franz Offenberger | 2:17,3      |
| 32    | AUT  | Arthur Mannsbarth | 2:17,4      |
| 35    | EUA  | Hans Keller       | 2:18,1      |
| 38    | AUT  | Kurt Eminger      | 2:19,0      |
| 46    | SUI  | Jürg Rohrbach     | 2:21,7      |
| 46    | SUI  | Erich Kull        | 2:21,7      |
| 52    | AUT  | Ernst Biel        | 2:35,5      |

Datum: 30. Januar 1956 

54 Teilnehmer aus 18 Ländern, davon 53 in der Wertung.
Bei leicht bewölktem Himmel und −2 °C wurde der Wettbewerb um 14:00 Uhr gestartet. Der Finne Toivo Salonen setzte mit 2:09,4 min die erste Bestmarke. Jewgeni Grischin stellte im elften Lauf gegen den Schweden Gunnar Ström mit 2:08,6 min einen neuen Weltrekord auf. Dieser wurde von Grischins Landsmann Juri Michailow im zwölften Lauf egalisiert.
Trotz einsetzendem Schneefall wurden 14 Landesrekorde aufgestellt. Mit Wim de Graaff, Gerard Maarse und Kees Broekman stellten in der Zeit von 2:13,1 min gleich drei Läufer einen neuen niederländischen Landesrekord auf. Auch die Schweizer Jürg Rohrbach
und Erich Kull teilten sich mit 2:21,7 min eine neue nationale Bestleistung. Insgesamt blieben 43 Läufer unter der Siegerzeit des Norwegers Hjalmar Andersen bei den Olympischen Spielen 1952.

### 5000 m
| Platz | Land | Sportler           | Zeit (min)  |
| ----- | ---- | ------------------ | ----------- |
| 1     | URS  | Boris Schilkow     | 7:48,7 (OR) |
| 2     | SWE  | Sigvard Ericsson   | 7:56,7      |
| 3     | URS  | Oleg Gontscharenko | 7:57,5      |
| 4     | NED  | Cornelis Broekman  | 8:00,2      |
| 4     | NED  | Willem de Graaff   | 8:00,2      |
| 6     | NOR  | Roald Aas          | 8:01,6      |
| 7     | SWE  | Olle Dahlberg      | 8:01,8      |
| 8     | NOR  | Knut Johannesen    | 8:02,3      |
| 9     | EUA  | Helmut Kuhnert     | 8:04,3      |
| 10    | NOR  | Torstein Seiersten | 8:06,4      |
|       |      |                    |             |
| 28    | AUT  | Arthur Mannsbarth  | 8:23,6      |
| 30    | EUA  | Hans Keller        | 8:24,5      |
| 34    | AUT  | Franz Offenberger  | 8:30,8      |
| 38    | AUT  | Kurt Eminger       | 8:39,4      |
| 39    | SUI  | Jürg Rohrbach      | 2:19,0      |

Datum: 29. Januar 1956 

46 Teilnehmer aus 17 Ländern, alle in der Wertung.

### 10.000 m
| Platz | Land | Sportler             | Zeit (min)   |
| ----- | ---- | -------------------- | ------------ |
| 1     | SWE  | Sigvard Ericsson     | 16:35,9 (OR) |
| 2     | NOR  | Knut Johannesen      | 16:36,9      |
| 3     | URS  | Oleg Gontscharenko   | 16:42,3      |
| 4     | NOR  | Sverre Ingolf Haugli | 16:48,7      |
| 5     | NED  | Cornelis Broekman    | 16:51,2      |
| 6     | NOR  | Hjalmar Andersen     | 16:52,6      |
| 7     | URS  | Boris Jakimow        | 16:59,7      |
| 8     | SWE  | Olle Dahlberg        | 17:01,3      |
| 9     | URS  | Boris Zybin          | 17:03,4      |
| 10    | EUA  | Helmut Kuhnert       | 17:04,6      |
|       |      |                      |              |
| 21    | EUA  | Hans Keller          | 17:27,7      |
| 29    | AUT  | Arthur Mannsbarth    | 17:47,8      |

Datum: 31. Januar 1956 

32 Teilnehmer aus 15 Ländern, alle in der Wertung.